# Wu Wenxiong
Wu Wenxiong (11 de fevereiro de 1981, em Pingnan, região autônoma de Guangxi) é um halterofilista chinês.
Wu Wenxiong ganhou medalha de prata nos Jogos Olímpicos 2000, na categoria até 56 kg, com 287,5 kg no total combinado (125 no arranque e 162,5 no arremesso), que foi o mesmo resultado de seu compatriota Zhang Xiangxiang, mas Wu Wenxiong era mais leve. O ouro ficou com o turco Halil Mutlu.
Wu Wenxiong ganhou o ouro nos Jogos da Ásia Oriental de 2001, em que definiu um recorde mundial para juniores — 165 kg no arremesso, na categoria até 56 kg.
Quadro de resultados
| Ano  | Posição | Competição                      | Classe de peso | Marca                    |
| 1999 | 5.      | Campeonato Mundial em Atenas    | –56 kg         | 277,5 kg (122,5+155)     |
| 2000 | 2.      | Jogos Olímpicos                 | –56 kg         | 287,5 kg (125+162,5)     |
| 2001 | 1.      | Jogos da Ásia Oriental em Osaka | –56 kg         | 287,5 kg (122,5+165RMJr) |
| 2002 | /       | Jogos Asiáticos em Busan        | –56 kg         | Não terminou             |